# Деби, Идрис
Идри́с Деби́ Итно́ (фр. Idriss Déby Itno, араб. إدريس ديبي‎; 18 июня 1952, Бердоба, Французский Чад — 20 апреля 2021, Тибести, Чад) — чадский государственный, политический и военный деятель, председатель Патриотического движения спасения (2—4 декабря 1990), президент Чада в 1990—2021 годах. Маршал Чада (2020).

## Биография

### Армейская карьера
Идрис Деби родился 18 июня 1952 года в деревне Бердоба на северо-востоке Чада. По этнической принадлежности — загава. Деби поступил на военную службу. В 1976 году он прошёл обучение во Франции и получил диплом лётчика, а в 1978 году вернулся в Чад, где шла гражданская война. Позднее он присоединился к повстанческой группировке Вооружённые силы Севера под руководством Хиссена Хабре. В 1982 году он помог Хиссену Хабре свергнуть президента Гукуни Уэддея. Занимал при режиме Хабре высшие посты в армии и тайной полиции DDS.
В апреле 1989 года Деби был обвинён в заговоре с целью свержения правительства Хабре, после чего он бежал в Ливию, а затем — в Судан, где в апреле 1990 года создал Патриотическое движение спасения. После перегруппировки Деби со своими сторонниками начали организовать нападения на войска Хабре со своей базы в суданской провинции Дарфур. 30 ноября 1990 года, после захвата войсками Деби города Абеше, Хабре и его окружение покинули столицу и 1 декабря отряды под командованием Идриса Деби вступили в Нджамену.

### Во главе государства
3 июля 1996 года в стране прошёл второй тур президентских выборов, победу на которых одержал Идрис Деби, набрав 71,59 % голосов.

#### Вторая Гражданская война в Чаде
В преддверии президентских выборов Объединённый фронт за демократические перемены в начале апреля начал продвижение в глубь страны и 13 апреля 2006 года предпринял попытку взять Нджамену и свергнуть президента, но в ходе боёв правительственным войскам удалось отбить атаку. На состоявшихся 3 мая президентских выборах Деби был переизбран, набрав 64,67 % голосов.
Летом и осенью 2007 года обширные мирные переговоры были проведены в Триполи при ливийском посредничестве между правительством Чада и четырьмя основными группировками повстанцев (UFDD, UFDD-F, RFC и CNT). В конце концов переговоры привели к мирному соглашению, подписанному 25 октября того же года в Сирте, в присутствии Идриса Деби, ливийского лидера Муаммара Каддафи и президента Судана Омара аль-Башира. Как часть договора, повстанцы и правительство договорились о немедленном прекращении огня, всеобщей амнистии и праве повстанцев на присоединение к военным и создание политических партий. Однако, в ноябре мирное соглашение было прервано, и в стране вновь вспыхнули боевые действия. В конце января 2008 года повстанцы двинулись на столицу. 2 февраля их отряды вошли в Нджамену, вступив в ожесточённые бои с правительственными войсками. После двух дней боёв им пришлось отступить за пределы города. 6 февраля Деби выступил на пресс-конференции, объявив о разгроме противника, и обвинил Судан в поддержке повстанцев. 14 февраля он объявил в стране чрезвычайное положение сроком на 15 дней.
В январе 2009 года восемь повстанческих группировок объединились в коалицию «Союз сил сопротивления» для свержения Идриса Деби.

#### С 2011 года
25 апреля 2011 года в стране состоялись очередные президентские выборы, на которых Деби вновь был переизбран, набрав 83,59 % голосов.
В своём отчёте за 2013 год Amnesty International обвинила Деби в жестоком преследовании критиков его режима и в нарушении обещания не нарушать права человека, данное им после прихода к власти в 1990 году.
В 2015 году Деби, председательствовавший в тот период в Африканском союзе, подверг организацию критике за низкую эффективность. В рамках мер по усилению борьбы с организацией Боко харам он предоставил африканским Многонациональным объединённым силам большую часть воинского контингента, общая численность которого достигала 8700 бойцов, а штаб был размещён в столице Чада Нджамене.
22 апреля 2016 года Деби одержал победу на президентских выборах в Чаде и начал пятый срок на посту президента африканской страны. На выборах 10 апреля Деби получил 61,5 % голосов при явке в 76 %.
В мае 2018 года была проведена конституционная реформа, усилившая президентские полномочия (в частности, был упразднён пост премьер-министра, и вся исполнительная власть сосредоточена в руках главы государства).
В январе 2019 года в Чад с официальным визитом прибыл израильский премьер-министр Биньямин Нетяньяху. Во время визита было объявлено о восстановлении дипломатических отношений между двумя странами.
5 и 6 февраля 2019 года самолёты французских ВВС Mirage 2000 нанесли на севере Чада удар по колонне Союза сил сопротивления, продолжающего боевые действия против правительства Идриса Деби.
Деби подписал закон об отмене смертной казни в Чаде в 2020 году. Последний раз расстрел террористов применялся в 2015 году.
В 2021 году Идрис Деби был переизбран на шестой президентский срок. По итогам голосования, которое проходило 11 апреля 2021 года, он набрал более 79 % голосов избирателей.

## Смерть
Идрис Деби был убит в апреле 2021 года, когда командовал войсками, сражавшимися на фронте против повстанцев из Фронта перемен и согласия в Чаде. По словам представителя армии, Идрис Деби получил ранения в ходе боевых действий 20 апреля 2021 года, командуя своей армией против повстанцев на севере Чада во время наступления. По словам представителя повстанцев, он был смертельно ранен в деревне Меле, недалеко от города Ноку, прежде чем был доставлен в столицу, где скончался.
После смерти Идриса Деби парламент Чада был распущен, а на его месте был образован Переходный военный совет, председателем которого стал его сын Махамат Деби. Также было распущено правительство Чада.
Похороны президента состоялись 23 апреля 2021 года. В этот день на улицах Нджамены собрались тысячи людей, чтобы отдать дань уважения Идрису Деби. На похоронах присутствовали президент Франции Эммануэль Макрон, президент Гвинеи Альфа Конде и несколько других африканских лидеров.

## Семья
Деби был женат несколько раз, от этих браков у него не менее двенадцати детей. Он женился на Хинде (род. 1977) в сентябре 2005 года. Этот брак на женщине, известной своей красотой, привлёк большое внимание в Чаде: из-за принадлежности к племени многие считали его стратегическим средством для Деби укрепить свою поддержку, находившуюся под давлением повстанцев.
Один из сыновей Идриса Деби, Брахим (1980—2007), был убит 2 июля 2007 года на парковке близ своего жилого дома в западном парижском пригороде Курбевуа.
Племянник, Абдалла Мохаммад Али, с июня 2003 по февраль 2005 года являлся премьер-министром страны.